# 𦰡溪瑶话
𦰡溪瑶话或𦰡溪话是一种在中国湖南省洞口县使用的侗水语支语言。虽然他们被归为瑶族，但使用与侗语关系密切的侗水语支语言。研究学者石林认为这是在约600年前从侗语中分化。

## 名称
𦰡溪瑶人自称ɲiu1 (Shi 2015:107)或mu2 ɲiu1 (Shi 2015:125)，称他们自己的语言为kin1 (Shi 2015:107)。“𦰡溪”在当地湘语称为lo2 tʲʰi1。

## 人口结构
Shi (2015:107)估算共有2,500名使用者和5,000瑶族生活在𦰡溪瑶族乡。据邵阳州志(1997)，与南侗语关系密切的语言在洞口县𦰡溪瑶族乡(在1982年有4,280名瑶族人(Chen 2013:39))和绥宁县联民苗族瑶族乡使用。
绥宁县志(1997)记录了湖南省绥宁县联民苗族瑶族乡田螺旋村的联民瑶话。其与𦰡溪瑶话关系紧密。

## 历史
陈其光(2013:39)报告了𦰡溪话使用者的祖先是从贵州东南的天柱县、黎平县和玉屏侗族自治县在15世纪早期迁徙到其现居地的。据石林(2015:126)，从湖南省会同县高椅乡在1403年迁来。